# Nina Gualinga
Nina Siren Gualinga (Sarayacu, junio de 1993) es una activista ecuatoriana de ascendencia sueco-finlandesa. Es la ganadora del Premio juvenil de WWF Internacional de Fondo Mundial para la Naturaleza (WWF, siglas en inglés para World Wildlife Fund), otorgado por el presidente de WWF Internacional.

## Biografía
Nina Gualinga nace en 1993, en la comunidad Kichwa de Sarayaku en la Amazonía ecuatoriana. Es hija de madre Kichwa Sarayaku y padre Sueco.
Desde los ocho años de edad, Nina ha estado defendiendo la justicia medioambiental y derechos de los pueblos indígenas mediante la participación en foros como representante de su comunidad. En el 2018, es conmemorada con el International President's Youth Award de WWF, que reconoce los esfuerzos de Nina por proteger la naturaleza y las comunidades del Amazonas, en una época donde la región se encuentra amenazada debido a la explotación y el uso insostenible de los recursos. 
Actualmente, ella continúa representando a la comunidad, haciendo un llamado a favor de los derechos indígenas y una economía libre de combustibles fósiles en diversos foros nacionales e internacionales, como la pasada cumbre climática en París.
Amazon Watch considera a Nina como la portavoz del eco-feminismo, movimiento definido por la conexión entre la dominación del medio ambiente y la explotación de las mujeres, particularmente en las comunidades de los países en vías de desarrollo. Además, se asoció con esta misma organización,  en su fuerte campaña contra la expansión de la frontera petrolera en el Amazonas.
Trayectoria
En el año 2011, Gualinga representó a la comunidad joven de Sarayaku en la Corte Interamericana de Derechos Humanos (CIDH), en donde representó el caso de violación de derechos y territorio del pueblo sarayaku en contra de la explotación del suelo petrolero. 
Asistió a las llamadas mundiales para mantener el petróleo en el suelo, como la Marcha del Clima Popular, marcha de mujeres indígenas que unió a siete nacionalidades en defensa de derechos y territorios.
Nina Gualinga participó en varios foros internacionales, como la 21a Conferencia de las Partes (COP) de la Convención Marco de Naciones Unidas sobre Cambio Climático (CMNUCC), órgano de la ONU responsable del clima, cuya sede se encuentra en Bonn, Alemania; Lima, Perú; París, Francia. Además, formó parte del Congreso Mundial de la Naturaleza de la UICN 2016, siempre abogando por la importancia de proteger el medioambiente y reducir el uso global de fósiles combustibles. Para Nina la importancia de participar en estas convenciones se encuentra en conectarse, reunirse y trabajar con personas de otras comunidades y así siente que se crea un movimiento que está haciendo algo.
Nina es cofundadora de 'Hakhu Amazon Design', con esta iniciativa busca  proporcionar una oportunidad para las mujeres indígenas de la Amazonía ecuatoriana, a través del uso de su cultura y el patrimonio artístico de manera tal que se garantice la protección de sus territorios y se proporcione una fuente de ingreso a través de la creación de arte y joyería.
En abril del 2018 marchó hacia Quito junto a otras 120 mujeres amazónicas para demandar una audiencia con el presidente de Ecuador, Lenin Moreno. Cuando consiguieron la audiencia, le entregaron el Mandato de las Mujeres Amazónicas con veintidós planteamientos y cuyo eje central es rechazo al extractivismo petrolero y minero en las selvas ecuatorianas.

#### Participación en la CIDH
En el 2011, con 18 años de edad Nina, representó a la juventud de Sarayaku en la audiencia final en el caso contra el Estado ecuatoriano por violar los derechos de la comunidad Kichwa ante la Comisión Interamericana de Derechos Humanos en Costa Rica. Tras su participación, la CIDH falló a favor de la comunidad Sarayaku. Así, la sentencia de la Corte se dio en 2012, la cual ordenaba a Ecuador a retirar la pentolita. Dicho explosivo fue enterrado en la selva ecuatoriana entre 2002 y 2004 como parte de las actividades de exploración  A pesar del fallo favorable, los habitantes de Sarayaku, demostraron que existen muchas toneladas enterradas por lo que temían que nuevas concesiones petroleras los afectarán en un futuro, con deforestación de terrenos, plantas y árboles de alto valor cultural.   
El 2 de diciembre de 2016, el pueblo de Sarayaku se presentó nuevamente ante la CIDH para un seguimiento de la sentencia, y la Corte volvió a fallar a su favor.